# Strada Statale 25 del Moncenisio
Die Strada Statale 25 (SS 25) ist eine italienische Staatsstraße.
Die Straße wurde 1928 zwischen Turin und dem Pass am Mont Cenis festgelegt. Ihre Fortsetzung findet sie in der französischen Departementsstraße 1006 (bis 2006 Nationalstraße 6) nach Joigny. Sie geht zurück auf die 1923 auf gleichem Laufweg festgelegte Strada nazionale 39. Wegen ihrer Führung zum Mont Cenis trägt sie den namentlichen Titel del Moncenisio. Ihre Länge betrug zunächst etwa 85 Kilometer. 1947 sank ihre Länge auf 70,06 Kilometer, da nach dem Zweiten Weltkrieg die Grenze zu Frankreich verschoben wurde. Der seitdem in Frankreich liegende Teil der Straße wurde dadurch Teil der Nationalstraße 6. Die Gesamtstrecke der Achse Turin – Joigny der SS 25 und der N 6 betrug 667 Kilometer.